# Geocaryum stylosum
Geocaryum stylosum är en flockblommig växtart som först beskrevs av Pierre Edmond Boissier, och fick sitt nu gällande namn av Lennart Engstrand. Geocaryum stylosum ingår i släktet Geocaryum och familjen flockblommiga växter. Inga underarter finns listade i Catalogue of Life.